# Маріано Фортуні
Маріано Фортуні  (ісп. Mariano Fortuny; нар. 11 червня, 1838, Реус, Каталонія — пом. 21 листопада, 1874, Рим, Італія) — іспанський художник та графік середини 19 ст., прихильник орієнталізму у живопису.

## Життєпис
Народився в невеликому містві Реус біля Таррагони (Каталонія). Походив з бідної родини.
Художню освіту почав опановувати у місті Барселона, в Художній академії Сан-Хорхе. 1857 року отримав премію у академії, котра давала право на подорож до Риму. Продовжив навчання у Римі. Багато малював з натури. У ранній період на художника-початківця помітно вплинули малюнки художника Гаварні. Відвідував приватну художню школу, котру утримував художник Кл. Лоренсалез, учень Овербека.

## Перші відвідини Марокко
1860 року він отримав замову на створення картини з історії колоніального захоплення Іспанією Марокко. Художник мав супроводжувати військовий похід генерала Пріма у Марокко.
Художник із завданням не упорався і затребувану картину не створив. Але на нього мав помітний вплив побут арабської країни, він зробив чимало малюнків і ескізів, з котрими повернувся у Рим. З цього почалось його захоплення арабською тематикою, що сприяло розвитку його колористичних здібностей. В Римі в цей період він почав створювати перші офорти.

## Паризький період і Адольф Гупіль
1865 року він відвідав Мадрид, де копіював у музеї Прадо картини Дієго Веласкеса, Хосе де Рібери, Франсіско Гойї. Потім відвідав Париж, де познайомився із тамтешніми модними художниками, серед котрих були Замакоіс, Жан-Леон Жером, Жан Луї Ернест Мейсоньє та ін. Про іспанського художника прознав шукач талантів паризький артділер і володар художньої фірми Адольф Гупіль, котрий забезпечив йому декілька замов. Як і Мейсоньє, Маріано Фортуні почав створювати пікантні картини у костюмах 17 або 18 століття, серед них "Огляд нової натурниці паризькими академіками ", "Шлюбний контракт в мадридській церкві ", 1870, (Національний музей мистецтв Каталонії) тощо. Картини історичної тематики в добу еклектизму сподобались тогочасній публіці і салонному колу художників. У Парижі народилась євпопейська слава художника як чудового колориста, надто оригінального і майстерного. Почався ажиотаж і прихильники офіційно дозволеного живопису почали витрачати значні кошти на придбання навіть невеликих картин Фортуні, його ескізів, його графіки.
Технічно ефектний живопис Маріано Фортуні був побутового спрямування і не відрізнявся значними ідеями. Тим не менше його твори мали помітний вплив на смаки і сюжети картин як іспанських, так і низки салонних художників інших країн.

## Подорож на південь Італії, хвороба і смерть
У 1870—1872 роках він створив подорож на південь Італії, відвідав Лондон і повернувся до Риму. Він захворів і напланував відвідати Неаполь для лікування. На початку листопада 1874 року він повернувся у Рим, де передчасно помер вд ускладнень малярії.

## Маріано Фортуні-колекціонер
Фортуні походив з бідної родини і не мав розвиненого смаку. Коли фінансовий стан митця помітно покращився, він почав збирати старовинні речі — іспанські вишивки і килими, старовинний одяг і зброю, церковні ризи, стару кераміку, іспанські і мавританські кахлі, вироби з міді тощо. Серед раритетів колекції опинилась і мавританська крилата ваза із золотавим люстром.
Вся колекція старих речей, зібрана художником у Іспанії, була перевезена до Риму, куди перебралася на житло родина Маріано Фортуні. Несподівана смерть художника примусила родину провеси інвентаризацію майна, останніх картин художника і колекції старовини. Картини і речі, зібрані художником, були продані на аукціонах у місті Париж. Серед проданих була і мавританська крилата ваза, що походила з керамічних майсерень Альгамбри або Гранади. Її ціна становила п'ять тисяч франців, а сама ваза отримала ім'я за прізвищем художника.

## Вибрані твори
- «Автопортрет», 1856
- «Святий Маріан»
- «Проповідь апостола Павла»
- «Святий Георгій-змієборець»
- «Сад вілли Боргезе»
- «Іспанський дворик»
- «Прихильники гравюр»

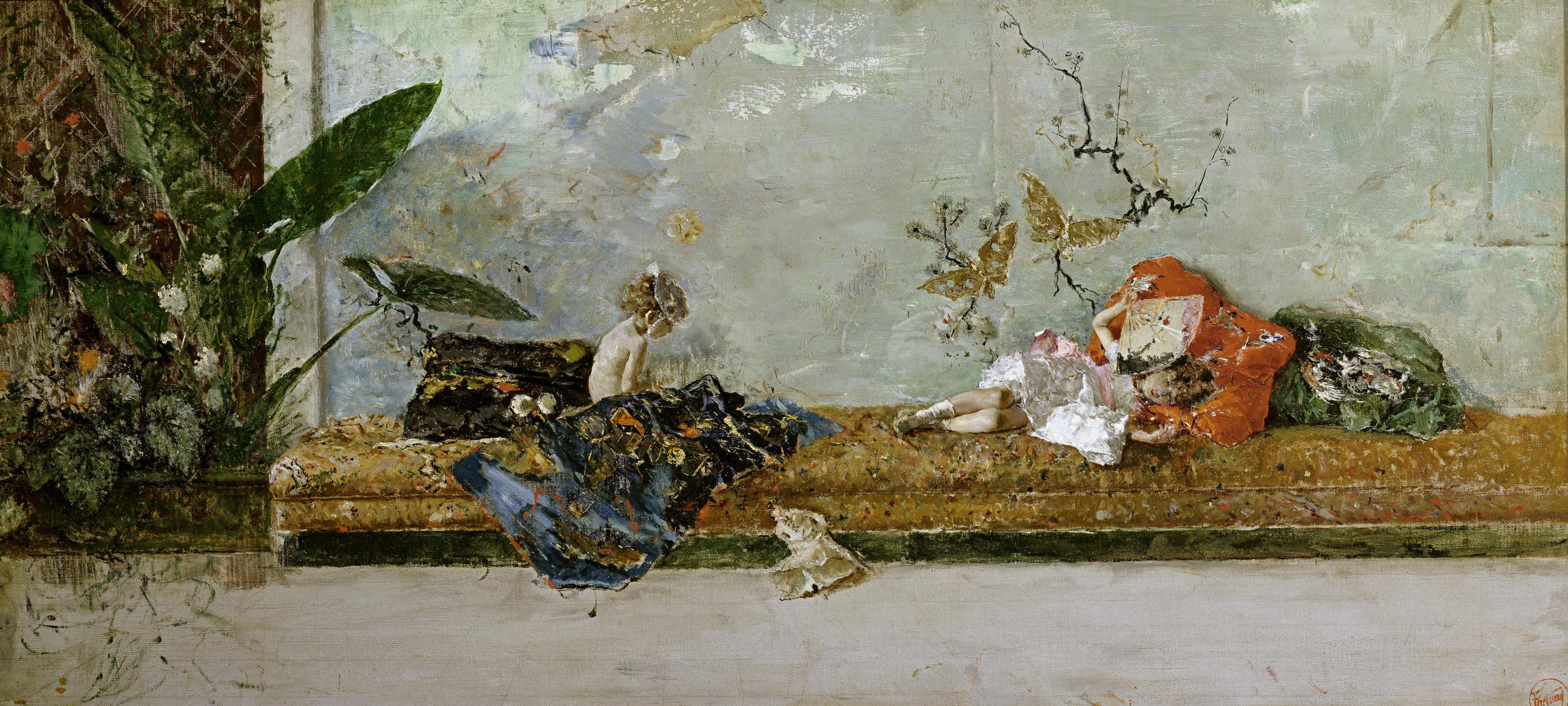
«Діти художника в японському саду», 1874, Музей Прадо, Мадрид

- «Огляд нової натурниці паризькими академіками»
- «Шлюбний контракт»
- «Мандрівники на відпочинку»
- «Одаліска»
- «Карнавальна сцена у 18 столітті»
- «Бесіда у саду»
- «Нічне поховання»
- «Курець опіуму»
- «Коваль у Марокко», 1870
- «Шлюбний контракт в мадридській церкві», 1870, Національний музей мистецтв Каталонії
- «Вояк з аркебузою», 1871
- «Сад біля будинку Фортуні», 1872, Музей Прадо, Мадрид
- «Сніданок товариства у Альгамбрі», 1872
- «Задній двір у Альгамбрі», Фогг Музей, Гавардський центр мистецтв
- «Арабський ватажок», 1874, Музей мистецтв Філадельфії
- «Буденний пейзаж у Портічі», 1874
- «Індійський прибркувач змій»
- «Крамниця арабських килимів»
- «Баталія при Тетуані»
- «Діти художника в японському саду», 1874, Музей Прадо, Мадрид